# Chuyến bay 358 của Avensa
Chuyến bay 358 của Avensa là chuyến bay chở khách theo lịch trình từ Sân bay Maturín đến Sân bay quốc tế Simón Bolívar ở Venuela đã gặp tai nạn vào ngày 22 tháng 12 năm 1974 khiến toàn bộ 75 người trên máy bay thiệt mạng.

## Máy bay
Chiếc máy bay liên quan là một chiếc  DC-9-14 bảy năm tuổi, được McDonnell Douglas giao cho Avensa vào năm 1967

## Tai nạn
Vào ngày 22 tháng 12 năm 1974, chiếc McDonnell Douglas DC-9, với 69 hành khách và 6 thành viên phi hành đoàn trên máy bay, đã cất cánh trên đường băng 05 từ sân bay Maturín. Cơ trưởng là Diógenes Torrellas Leon, 49 tuổi một phi công dày dặn kinh nghiệm với 25.000 giờ bay, và cơ phó là Norberto Vivas Uzcátegui. Năm phút sau khi cất cánh, các phi công đã ra thông báo khẩn cấp với trạm không lưu. Các phi công đã không thể kiểm soát máy bay và máy bay đã bị rơi cách thành phố Maturín, Venezuela 32 km (20 mi; 17 nmi).

## Nguyên nhân
Chính phủ Venezuela và Ủy ban An toàn Giao thông Quốc gia Hoa Kỳ (NTSB) đã điều tra vụ tai nạn. Nguyên nhân của vụ tai nạn đã không được xác định, mặc dù khả năng máy bay gặp sự cố ở động cơ đã được xem xét.

## Kênh truyền hình
Vụ tai nạn này đã được giới thiệu ngắn gọn trên kênh Globovisión vào ngày 23 tháng 2 năm 2008, do tai nạn chuyến bay 518 của Santa Bárbara Airlines.